# 河内勝幸
河内 勝幸（かわち かつゆき、1955年4月27日 - ）は、広島県出身の元サッカー日本代表選手、サッカー指導者(JFA 公認S級コーチ)。

## 経歴
県立広島工業(通称・県工)時代は一年からレギュラーとなり1971年、徳島高校総体準優勝(0-3藤枝東)。第14回アジアユース選手権(AFCユース選手権)日本代表にも選ばれた。高校選手権には三年連続出場。二年連続で大会優秀選手に選ばれ、三年時には再びユース日本代表に選ばれた。楚輪博は1学年、金田喜稔と石崎信弘は2学年下となる。木村和司は3学年下。
その後、大阪商業大学へ入学し、上田亮三郎から指導を受け、西村昭宏、加藤好男、中村重和らとプレー。
大学卒業後、東洋工業(のちのマツダSC、現サンフレッチェ広島)へ。日本代表として国際Aマッチ3試合0得点、Cマッチ6試合1得点。
引退後はマツダSC/サンフレッチェ広島トップチームヘッドコーチとして活躍。1997年に日本サッカー協会へ出向、代表スタッフとして活躍、1998年にはU-18日本代表コーチ兼U-16日本代表監督として第８回アジアユース(U-16)選手権に挑むも予選で敗退。1999年に広島にスカウトとして復帰予定だったが、アビスパ福岡からオファーを受け強化担当部長に就任、2001年福岡のJ2降格の責任を取り退任。
その後は吉備国際大学の監督として活躍した。
現在は広島市内の自宅に戻り、河内主計・酒・食用品店の手伝いをしている。

## 略歴
所属クラブ
- 1968年 - 1970年 広島市立船越中学校
- 1971年 - 1973年 広島工業高校
- 1974年 - 1977年 大阪商業大学
- 1978年 - 1987年 東洋工業/マツダ

指導歴
- ?年 - 1996年 : マツダSC/サンフレッチェ広島ヘッドコーチ
  - JFA 公認S級コーチライセンス習得
- 1997年 - 1998年 : U-19日本代表コーチ
- 1997年 - 1998年 : U-16日本代表監督
- 1999年 - 2001年 : アビスパ福岡管理強化担当部長 兼 育成普及部長
- 2002年 - 2009年 : 吉備国際大学
  - 2004年 デンソーカップ'04 中国・四国選抜チームコーチ

## 個人成績
| 国内大会個人成績 | 国内大会個人成績 | 国内大会個人成績 | 国内大会個人成績 | 国内大会個人成績 | 国内大会個人成績           | 国内大会個人成績 | 国内大会個人成績 | 国内大会個人成績 | 国内大会個人成績 | 国内大会個人成績 | 国内大会個人成績 |
| 年度             | クラブ           | 背番号           | リーグ           | リーグ戦         | リーグ戦                   | リーグ杯         | リーグ杯         | オープン杯       | オープン杯       | 期間通算         | 期間通算         |
| 年度             | クラブ           | 背番号           | リーグ           | 出場             | 得点                       | 出場             | 得点             | 出場             | 得点             | 出場             | 得点             |
| 日本             | 日本             | 日本             | 日本             | リーグ戦         | リーグ戦                   | JSL杯            | JSL杯            | 天皇杯           | 天皇杯           | 期間通算         | 期間通算         |
| ---------------- | ---------------- | ---------------- | ---------------- | ---------------- | -------------------------- | ---------------- | ---------------- | ---------------- | ---------------- | ---------------- | ---------------- |
| 1978             | 東洋             | 17               | JSL1部           | 10               | 3                          |                  |                  |                  |                  |                  |                  |
| 1979             | 東洋             | 7                | JSL1部           | 16               | 0                          |                  |                  |                  |                  |                  |                  |
| 1980             | 東洋             | 7                | JSL1部           | 14               | 3                          |                  |                  |                  |                  |                  |                  |
| 1981             | マツダ           | 7                | JSL1部           | 16               | 1                          |                  |                  |                  |                  |                  |                  |
| 1982             | マツダ           | 9                | JSL1部           | 18               | 3                          |                  |                  |                  |                  |                  |                  |
| 1983             | マツダ           | 9                | JSL1部           | 18               | 1                          |                  |                  |                  |                  |                  |                  |
| 1984             | マツダ           |                  | JSL2部           | 18               | 4                          | 2                | 1                |                  |                  |                  |                  |
| 1985             | マツダ           |                  | JSL2部           | 11               | 0                          |                  |                  |                  |                  |                  |                  |
| 1986-87          | マツダ           | 9                | JSL1部           | 0                | 0                          |                  |                  |                  |                  |                  |                  |
| 通算             | 日本             | 日本             | JSL1部           | 92               | 11\|\|\|\|\|\|\|\|\|\|\|\| |                  |                  |                  |                  |                  |                  |
| 通算             | 日本             | 日本             | JSL2部           | 29               | 4\|\|\|\|\|\|\|\|\|\|\|\|  |                  |                  |                  |                  |                  |                  |
| 総通算           | 総通算           | 総通算           | 総通算           | 121              | 15\|\|\|\|\|\|\|\|\|\|\|\| |                  |                  |                  |                  |                  |                  |

## 代表歴

### 試合数
- 国際Aマッチ 3試合 0得点(1979)[2]

| 日本代表 | 国際Aマッチ | 国際Aマッチ | その他 | その他 | 期間通算 | 期間通算 |
| 年       | 出場        | 得点        | 出場   | 得点   | 出場     | 得点     |
| -------- | ----------- | ----------- | ------ | ------ | -------- | -------- |
| 1979     | 3           | 0           | 6      | 1      | 9        | 1        |
| 通算     | 3           | 0           | 6      | 1      | 9        | 1        |

### 出場
| No. | 開催日         | 開催都市         | スタジアム | 対戦相手     | 結果 | 監督     | 大会         |
| --- | -------------- | ---------------- | ---------- | ------------ | ---- | -------- | ------------ |
| 1.  | 1979年06月16日 | ソウル           |            | 韓国         | ●1-4 | 下村幸男 | 日韓定期戦   |
| 2.  | 1979年07月11日 | クアラルンプール |            | インドネシア | △0-0 | 下村幸男 | ムルデカ大会 |
| 3.  | 1979年07月13日 | クアラルンプール |            | シンガポール | ○3-1 | 下村幸男 | ムルデカ大会 |